# Orpea
Orpea (Euronext: ORP) es un grupo activo en el campo de la salud de las personas mayores. Dirige una cadena de residencias de ancianos y clínicas de atención. Este grupo fue fundado en 1989 por Jean-Claude Marian.